# Lomas Brown
Lomas Brown Jr. (Miami, 30 marzo 1963) è un ex giocatore di football americano statunitense che ha militato nel ruolo di offensive tackle nella National Football League (NFL).

## Carriera
Brown fu selezionato dai Detroit Lions come sesto assoluto nel Draft NFL 1985. Vi giocò per undici stagioni. Nella sua lunga carriera professionistica militò anche negli Arizona Cardinals (1996–1998), nei Cleveland Browns (1999), nei New York Giants (2000–2001) e nei Tampa Bay Buccaneers (2002), con i quali vinse il Super Bowl prima di ritirarsi dopo diciotto stagioni nella NFL. Brown fu un titolare particolarmente consistente nella sua insolitamente lunga carriera, giocando in 263 partite, di cui 251 come partente, e fu convocato per sette Pro Bowl consecutivi dal 1990 al 1996.
Brown è ricordato probabilmente di più per i suoi anni a Detroit, dove si impose come uno dei migliori offensive tackle della lega. Fu un elemento centrale di una offensive line che bloccò per uno dei migliori running back di tutti i tempi (Barry Sanders). Brown è uno degli offensive lineman più longevi della storia di Detroit, disputando come titolare tutte le 164 gare, tranne una, che giocò per i Lions.
Accanto a Kevin Glover, Brown era un bloccatore chiave nella linea che apriva la strada per Sanders, il quale guidò la NFL in yard corse nel 1990 e nel 1994.  Bloccò per Sanders per sette stagioni (1989–1995) e questi accumulò 10.172 yard (a una media di 4,9 a possesso) e 73 touchdown su corsa in quel periodo.
Brown fu membro dei Lions che raggiunsero i playoff nel 1991, 1993, 1994 e 1995, vincendo il titolo di division nel 1991 e nel 1993. Nel 1991 i Lions stabilirono un record di franchigia con 12 vittorie nella stagione regolare, arrivando fino alla finale della NFC. Durante i playoff 1995–96, Brown garantì una vittoria contro i Philadelphia Eagles. Gli Eagles aprirono la gara con un parziale di 51–7. I Lions persero alla fine per 37–58.

## Palmarès

### Franchigia
- Super Bowl : 1

Tampa Bay Buccaneers: XXXVII
- National Football Conference Championship: 2

New York Giants: 2000
Tampa Bay Buccaneers: 2002

### Individuale
- Convocazioni al Pro Bowl: 7

1990-1996
- First-team All-Pro: 1

1995
- Second-team All-Pro: 4

1989, 1990, 1991, 1994
- PFWA All-Rookie Team - 1985
- Formazione ideale del 75º anniversario dei Detroit Lions
- Formazione ideale di tutti i tempi dei Detroit Lions
- College Football Hall of Fame